# Mrs. Clinton Walker House
Pour les articles homonymes, voir Clinton, Walker et House.
Walker House ou Mrs. Clinton Walker House ou Cabin on the Rocks est une maison de plage de style moderne-usonia-organique-Prairie School, construite en 1948 par l'architecte américain Frank Lloyd Wright (1867-1959) à Carmel-by-the-Sea en Californie aux États-Unis. Elle est labellisée Registre national des lieux historiques des États-Unis depuis 2016.

## Historique
Cette maison de plage de 110 m2, de plain-pied, est construite sur des rochers en granit arborés, qui surplombent l'océan Pacifique, avec vue panoramique sur la baie de Carmel-by-the-Sea et sur Pebble Beach,,,. 

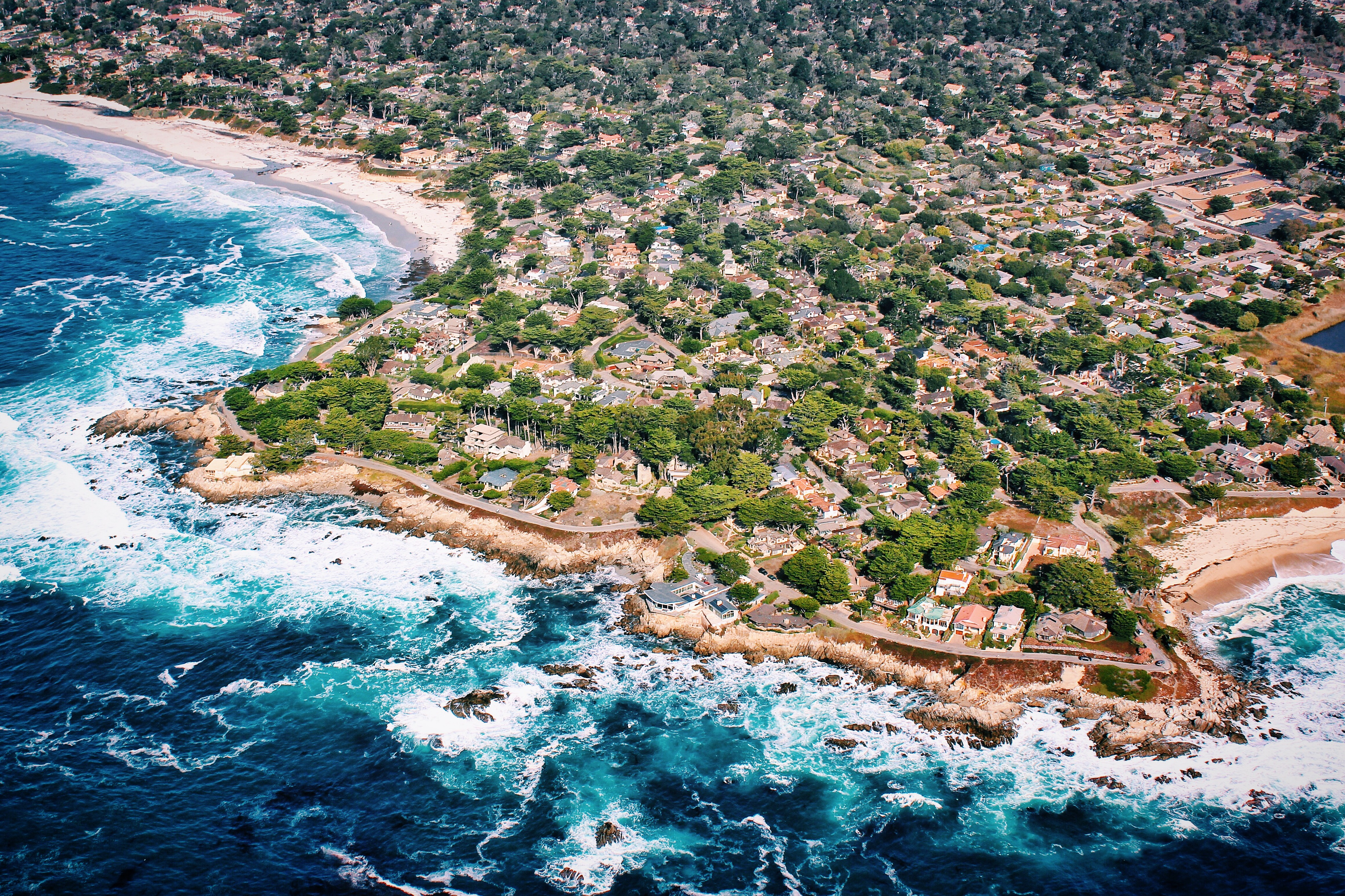
Carmel-by-the-Sea
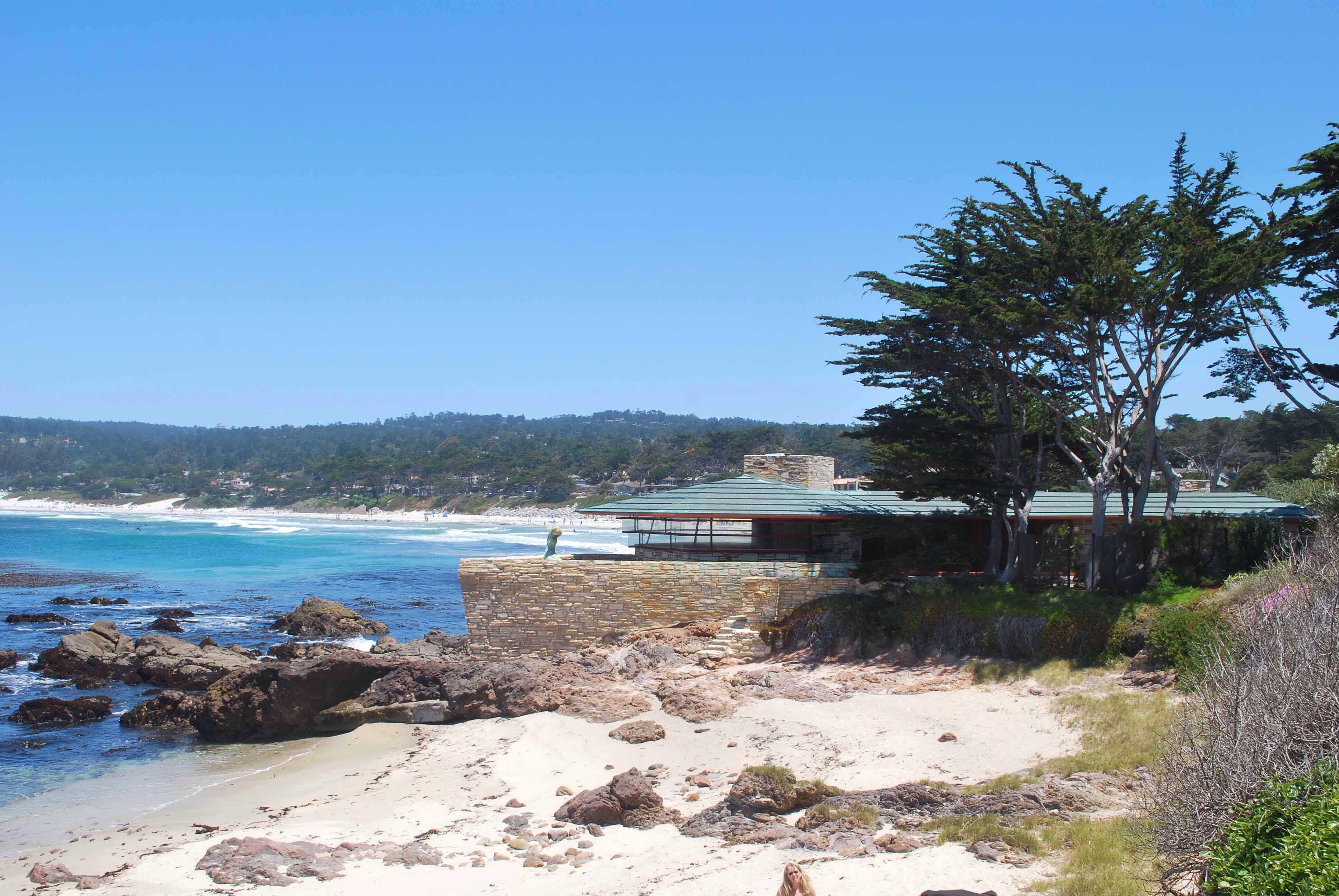
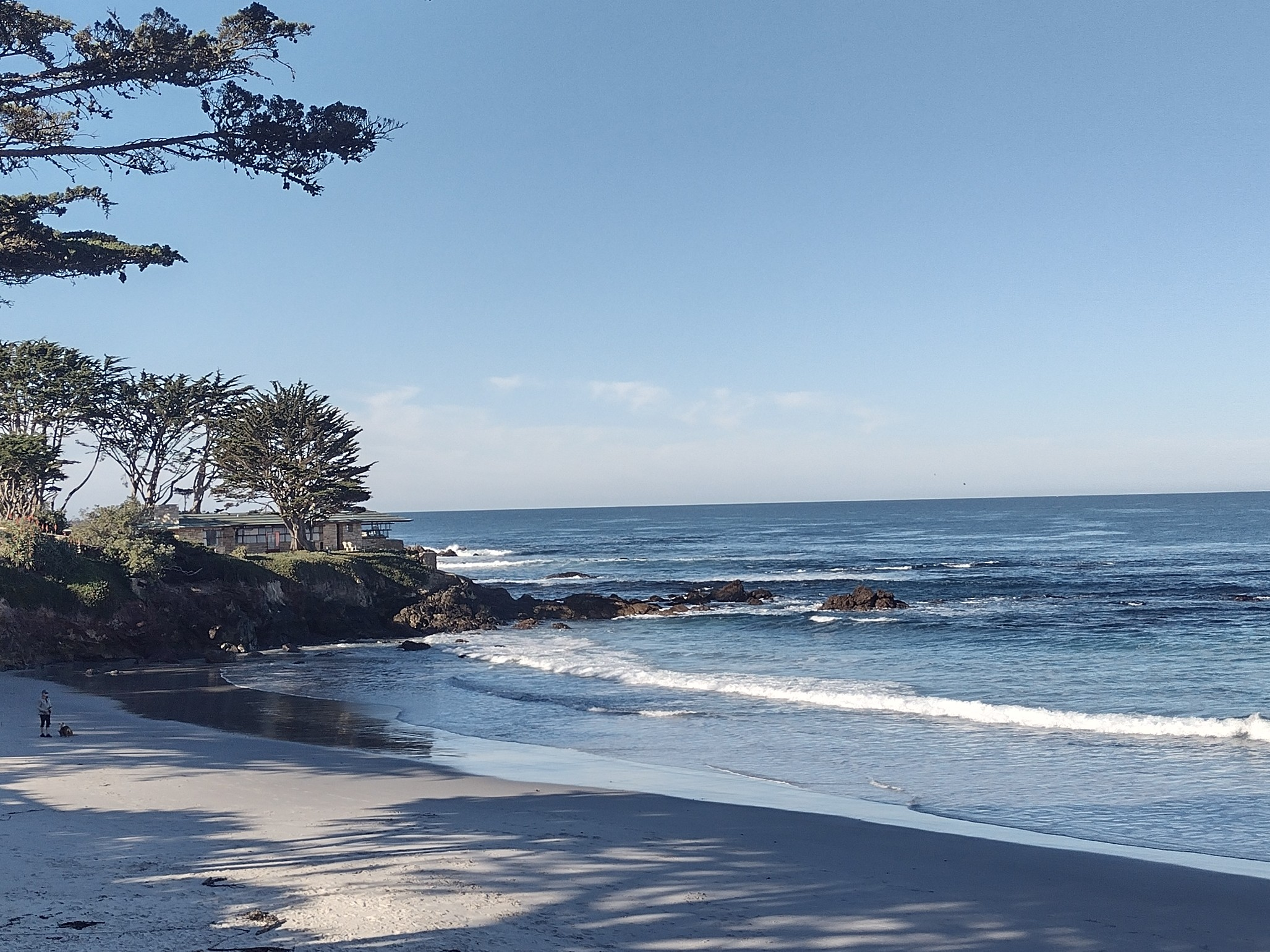

Elle est constituée de vastes baies vitrées, de murs en granite et en bois couleur Cherikee Red, d'une terrasse en pierre, d'un toit-terrasse recouvert de bardeaux de cuivre vert-de-gris de la couleur de l'océan, d'un étage, et de meubles intégrés. Une chambre principale est ajoutée en 1956. 

## Au cinéma
- 1959 : Ils n'ont que vingt ans, de Delmer Daves.